# وون جين آه
وون جين آه هي ممثلة كوري جنوبية ولدت في 29 مارس 1991.

## أعمالها

### مسلسلات
| عام       | عنوان              | الدور       | Ref.        |
| --------- | ------------------ | ----------- | ----------- |
| 2017–2018 | ممطر أو مشمس       | ها مون سو   | [ 2 ]       |
| 2018      | حياة               | لي نو يول   | [ 3 ]       |
| 2019      | أذبني بلطف         | جو مي ران   | [ 4 ]       |
| 2021      | لن تعرف أبدً        | يون سونغ آه | [ 5 ]       |
| 2021      | الطريق إلى الجحيم  | سوغ سو-هيون | [ 6 ]       |
| 2022      | وحيد القرن         | ايشلي       | [ 7 ] [ 8 ] |
| 2025      | العيوب             | كيم أهيون   | [ 9 ]       |
| 2025      | القاضي لي هان يونغ | كيم جين-اه  | [ 10 ]      |

## روابط خارجية
وون جين آه على موقع IMDb (الإنجليزية)
- وون جين آه على موقع قاعدة بيانات الفيلم (الإنجليزية)
- وون جين آه على موقع كينوبويسك (الروسية)